# Ortobicúpula triangular
En geometria, la ortobicúpula triangular es pot construir enganxant dues cúpules triangulars per les cares hexagonals. És un dels noranta-dos sòlids de Johnson (J26). Té simetria D3h.
Els 92 sòlids de Johnson van ser descrits 1966 per Norman Johnson i els va numerar. No va demostrar que no n'existia més que 92, però va conjecturar que no n'hi havia d'altres. Victor Zalgaller el 1969 va demostrar que la llista de Johnson era completa. S'utilitzen els noms i l'ordre donats per Johnson, i se'ls nota Jxx on xx és el nombre donat per Jonson.

## Desenvolupament pla

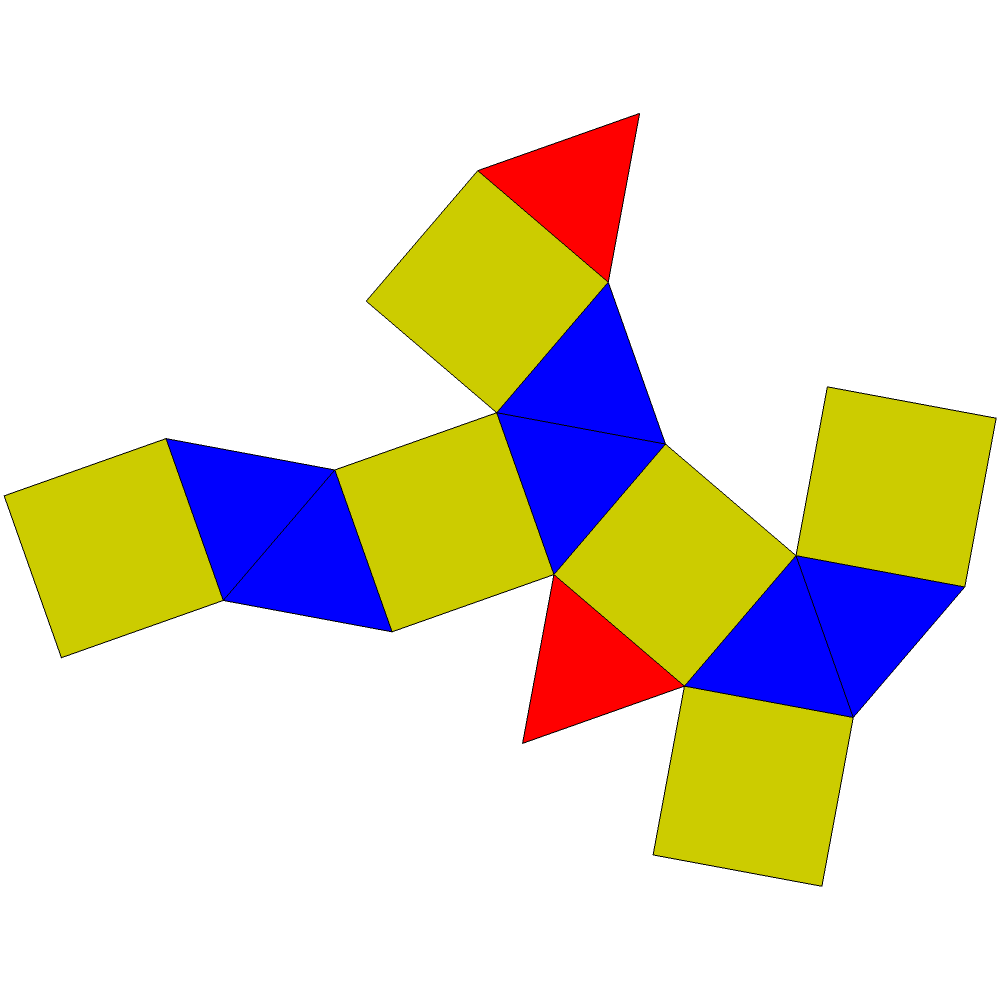
Desenvolupament pla de la ortobicúpula triangular